# Horniella whakatane
Horniella whakatane är en kräftdjursart som först beskrevs av Barnard 1972.  Horniella whakatane ingår i släktet Horniella och familjen Melphidippidae. Inga underarter finns listade i Catalogue of Life.